# Lindernia chrysoplectra
Lindernia chrysoplectra é uma espécie botânica do gênero Lindernia pertencente à família Linderniaceae.